# Schin op Geulbreuk

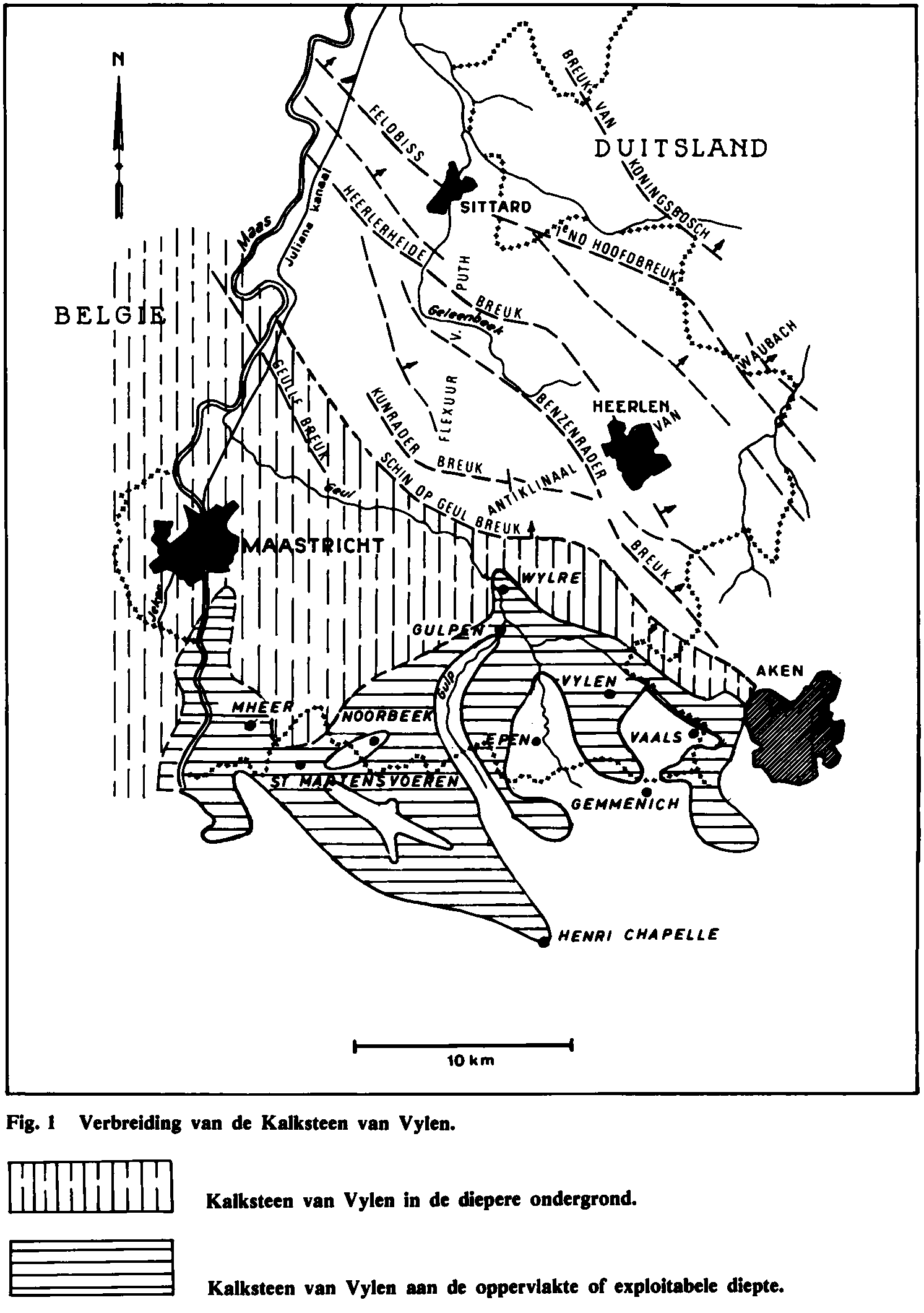
Verbreiding van de Kalksteen van Vijlen in Zuid-Limburg en de aanwezige breuken

De Schin op Geulbreuk is een breuk in Nederlands Zuid-Limburg en aangrenzend Belgische Limburg. 
De breuk is vernoemd naar Schin op Geul.
Ten zuiden van Valkenburg ligt een andere breuk, de Klauwpijp. Op ongeveer twee kilometer naar het noordoosten liggen de Kunraderbreuk en de Elsloobreuk en ten noordwesten van Valkenburg ligt op ruim een kilometer naar het zuidwesten van de breuk de Geullebreuk. Op ongeveer zes kilometer naar het zuidwesten ligt de Eckelradebreuk.

## Ligging
De breuk loopt van het Belgische dorp Vucht via het Nederlandse Meers, het Belgische Kotem, het Nederlandse Hussenberg, Ulestraten, Stoepert (Valkenburg-Noord), Hekerbeek, Walem en daarna mogelijk verder tussen Wijlre en Ubachsberg, en tussen Eys en Simpelveld. De breuk doorsnijdt daarmee het Maasdal, het Centraal Plateau, het Geuldal en het Plateau van Ubachsberg.
De breuk doorsnijdt daarbij het Bunderbos en loopt eveneens aan de noordzijde van de Daolkesberg.

## Kalksteen
De Schin op Geulbreuk vormt de noordgrens van de kalksteen uit de Formatie van Gulpen, waaronder voor de Kalksteen van Vijlen. Ook voor de Formatie van Aken vormt de breuk een barrière, maar is de formatie ten noorden van de breuk wel beperkt aanwezig.